# Kobresia
Kobresia  Willd. é um género botânico pertencente à família Cyperaceae.
O gênero é composto por aproximadamente 140 espécies.

## Sinônimos
- Blysmocarex N.A.Ivanova
- Hemicarex Benth.
- Elyna Schrad.

## Principais espécies
- Kobresia nepalensis
- Kobresia myosuroides
- «PPP-Index Lista completa»